# Lijst van nummer 1-hits in Duitsland in 1996
Deze hits stonden in 1996 op nummer 1 in de Musikmarkt Top 100, de bekendste hitlijst in Duitsland.
| Datum        | Artiest                          | Titel                                        |
| ------------ | -------------------------------- | -------------------------------------------- |
| 5 januari    | Michael Jackson                  | Earth song                                   |
| 12 januari   | Michael Jackson                  | Earth song                                   |
| 19 januari   | Coolio & LV                      | Gangsta's paradise                           |
| 26 januari   | Coolio & LV                      | Gangsta's paradise                           |
| 2 februari   | Everything But The Girl          | Missing                                      |
| 9 februari   | Everything But The Girl          | Missing                                      |
| 16 februari  | Babylon Zoo                      | Spaceman                                     |
| 23 februari  | Fools Garden                     | Lemon tree                                   |
| 1 maart      | Fools Garden                     | Lemon tree                                   |
| 8 maart      | Fools Garden                     | Lemon tree                                   |
| 15 maart     | Fools Garden                     | Lemon tree                                   |
| 22 maart     | Robert Miles                     | Children                                     |
| 29 maart     | Robert Miles                     | Children                                     |
| 5 april      | Robert Miles                     | Children                                     |
| 12 april     | Robert Miles                     | Children                                     |
| 19 april     | Robert Miles                     | Children                                     |
| 26 april     | Robert Miles                     | Children                                     |
| 3 mei        | Robert Miles                     | Children                                     |
| 10 mei       | Michael Jackson                  | They don't care about us                     |
| 17 mei       | Michael Jackson                  | They don't care about us                     |
| 24 mei       | Michael Jackson                  | They don't care about us                     |
| 31 mei       | Los del Río                      | Macarena                                     |
| 7 juni       | Los del Río                      | Macarena                                     |
| 14 juni      | Los del Río                      | Macarena                                     |
| 21 juni      | Los del Río                      | Macarena                                     |
| 28 juni      | Fugees                           | Killing me softly                            |
| 5 juli       | Fugees                           | Killing me softly                            |
| 12 juli      | Fugees                           | Killing me softly                            |
| 19 juli      | Fugees                           | Killing me softly                            |
| 26 juli      | Fugees                           | Killing me softly                            |
| 2 augustus   | Fugees                           | Killing me softly                            |
| 9 augustus   | Fugees                           | Killing me softly                            |
| 16 augustus  | Fugees                           | Killing me softly                            |
| 23 augustus  | The Kelly Family                 | I can't help myself (I love you, I want you) |
| 30 augustus  | Fugees                           | Killing me softly                            |
| 6 september  | The Kelly Family                 | I can't help myself (I love you, I want you) |
| 13 september | Spice Girls                      | Wannabe                                      |
| 20 september | Spice Girls                      | Wannabe                                      |
| 27 september | Spice Girls                      | Wannabe                                      |
| 4 oktober    | Spice Girls                      | Wannabe                                      |
| 11 oktober   | Die Toten Hosen                  | Zehn kleine Jägermeister                     |
| 18 oktober   | Die Toten Hosen                  | Zehn kleine Jägermeister                     |
| 25 oktober   | Die Toten Hosen                  | Zehn kleine Jägermeister                     |
| 1 november   | Die Toten Hosen                  | Zehn kleine Jägermeister                     |
| 8 november   | Backstreet Boys                  | Quit playing games (with my heart)           |
| 15 november  | Backstreet Boys                  | Quit playing games (with my heart)           |
| 22 november  | Backstreet Boys                  | Quit playing games (with my heart)           |
| 29 november  | Backstreet Boys                  | Quit playing games (with my heart)           |
| 6 december   | Tic Tac Toe                      | Verpiss dich                                 |
| 13 december  | Sarah Brightman & Andrea Bocelli | Time to say goodbye (Con te partirò)         |
| 20 december  | Sarah Brightman & Andrea Bocelli | Time to say goodbye (Con te partirò)         |
| 27 december  | Sarah Brightman & Andrea Bocelli | Time to say goodbye (Con te partirò)         |